# امیدوارم (ترانه دیکسی چیکس)
«امیدوارم» (به انگلیسی: I Hope) تک‌آهنگی از دیکسی چیکس است که در سال ۲۰۰۵ میلادی منتشر شد. این تک‌آهنگ در آلبوم پیمودن راه دراز قرار داشت.